# Zatoka Hyères
Zatoka Hyères (fr. Rade d'Hyères) – zatoka na Morzu Śródziemnym położona na południowy wschód od miasta Hyères we Francji, w regionie Prowansja-Alpy-Lazurowe Wybrzeże, w departamencie Var. Zatoka jest osłonięta od południa archipelagiem Wysp Hyères (Les Îles d'Or, Îles d'Hyères), złożonym z wysp Porquerolles, Port-Cros, Levant i kilku mniejszych. Od zachodu zatokę zamyka półwysep Giens, oddzielający ją od zatoki Giens (Golfe de Giens).

## Sport
W Zatoce Hyères odbywają się coroczne regaty żeglarskie w klasach olimpijskich o puchar świata – Tydzień Olimpijski (Semaine Olympique Française de Voile). Zawody organizowane są przez Fédération Française de Voile z pomocą miasta Hyères. Jest to jedna z największych imprez żeglarskich na świecie. W 2005 uczestniczyli w niej zawodnicy z ok. 40 krajów. Regaty organizowane są pomiędzy Salins d'Hyères (na wschód od miasta), Cap des Mèdes na wyspie Porquerolles i południowym końcem półwyspu Giens. Wyścigi odbywają się na sześciu akwenach: ALPHA (RSX – windsurfing), BRAVO (470, Finn), CHARLIE (Tornado), DELTA (Laser – Laser radial), ECHO (49er), FOXTROT (2.4 – Yngling). W okolicy plaży Almanarre w Zatoce Giens odbywają się zawody windsurferowe.

## Niebezpieczne warunki pogodowe (kwiecień – czerwiec)
Zatoka Hyères jest pod wpływem wiatru mistral.

## Bryza morska i lądowa
Przy układzie wyżowym bryza morska rozwija się w czasie dnia.

## Klimatologia
|                 | sty | lut | mar | kwi | maj | cze | lip | sie | wrz | paź | lis | gru |  |
| --------------- | --- | --- | --- | --- | --- | --- | --- | --- | --- | --- | --- | --- |  |
| Temp. max. [°C] | 11  | 11  | 13  | 16  | 19  | 22  | 27  | 27  | 24  | 19  | 15  | 12  |  |
| Temp. min. [°C] | 8   | 8   | 9   | 11  | 14  | 18  | 22  | 21  | 19  | 16  | 12  | 9   |  |